# Tanaka Shizuichi

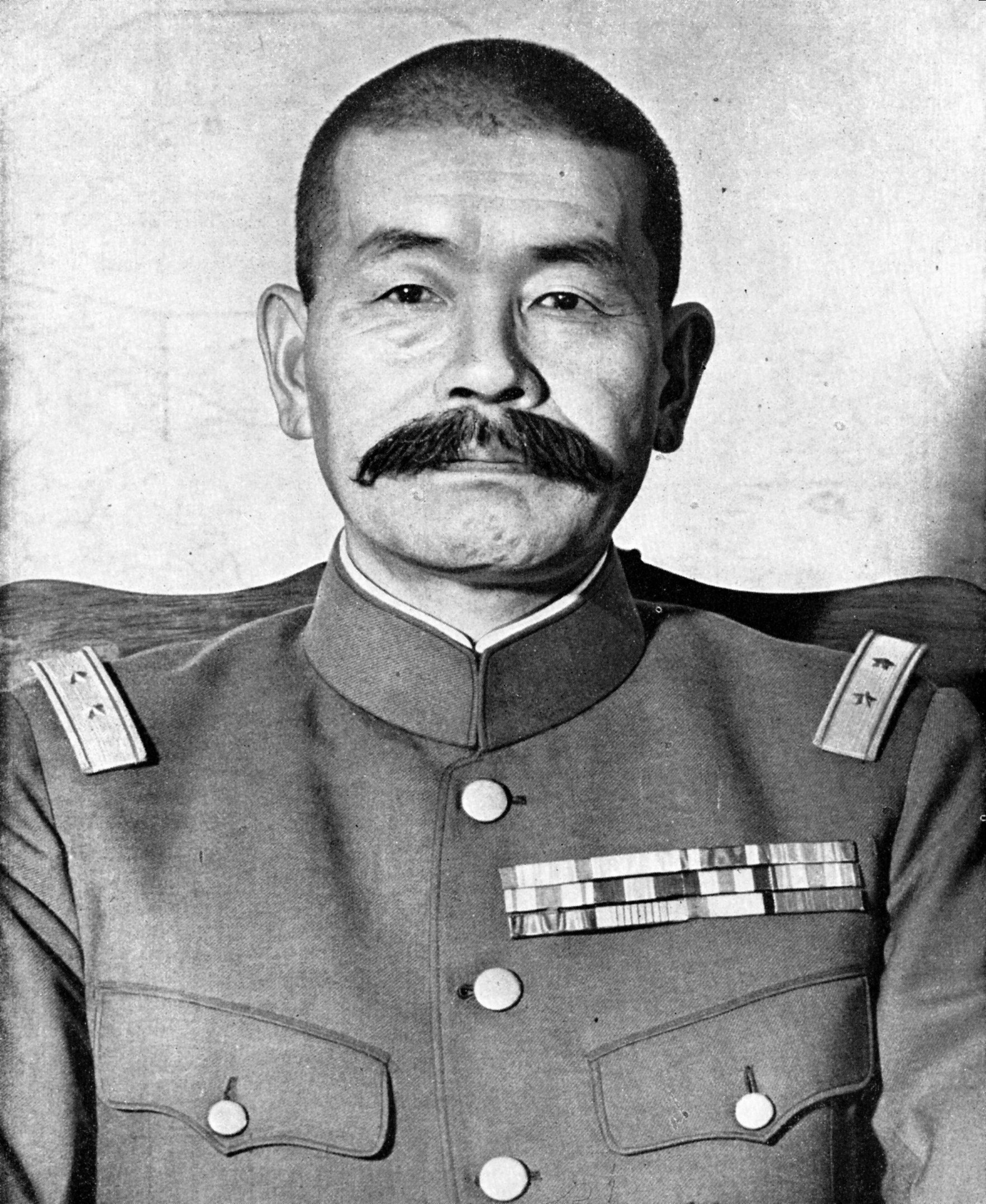
Gen-Lt. Tanaka Shizuichi

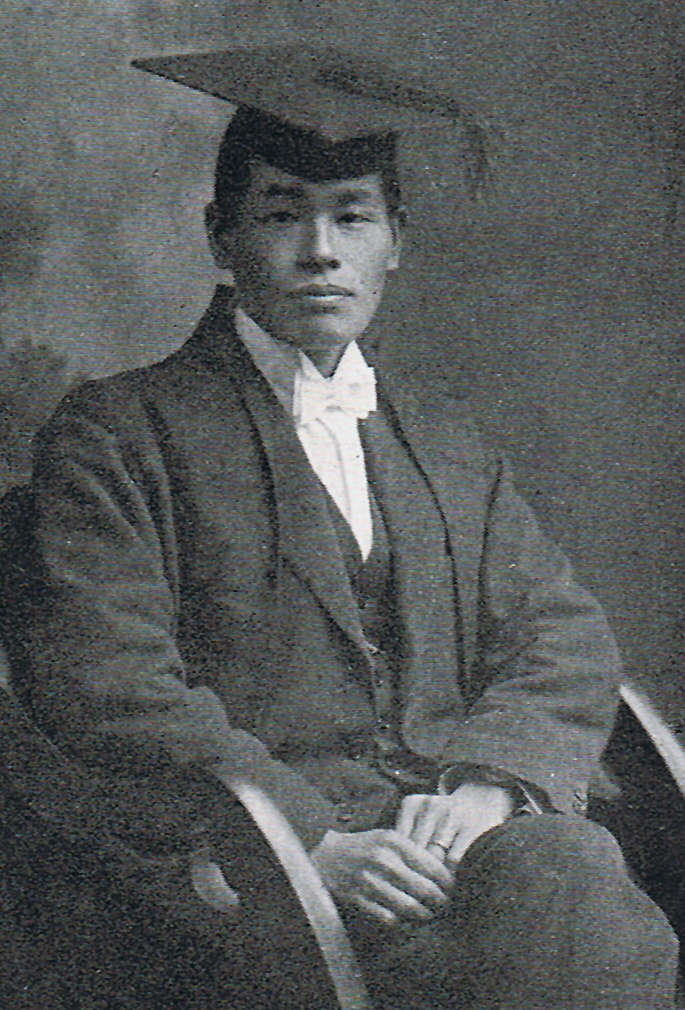
Tanaka Shizuichi in Oxford 1920

Tanaka Shizuichi (jap. 田中 静壱; * 1. Oktober 1887 in der Präfektur Hyōgo; † 24. August 1945 in Tokio) war ein General des Kaiserlich Japanischen Heeres.

## Leben
Tanaka war seit 1905 in der japanischen Armee, nachdem er in Oxford englische Literatur studiert hatte. Er spezialisierte sich auf die Werke Shakespeares. Schnell wurde sein strategisches Talent erkannt. Shizuichi führte den japanischen Siegeszug durch London nach dem Ersten Weltkrieg an. Dies machte ihn etwas bekannter in militärischen Kreisen.
Vom 15. Oktober 1941 bis zum 24. Dezember 1941 war er Oberbefehlshaber der Regionalarmee Ostdistrikt. Am 9. März 1945 übernahm Tanaka den Oberbefehl über die 12. Regionalarmee, den er bis zum 24. August 1945 innehatte.
Zuerst protestierte er gegen den geplanten Angriff auf Pearl Harbor. Doch er blieb dem Kaiser loyal und wurde 1942 auf den Philippinen stationiert, wo er zunächst einige Erfolge verbuchen konnte. 1943 wurde er zum General befördert. Am 14. und 15. August 1945 war er maßgeblich an der Vereitelung eines Putschversuches beteiligt, der unternommen wurde, um die Ausstrahlung der Kapitulationsrede zu verhindern.
Da er sich die Schuld an den Bombenschäden an Tokio gab, starb er wenige Tage später in seinem Büro durch Suizid.